# 미운 우리 새끼의 수상 및 후보 목록
아래는 SBS TV에서 예능 프로그램 《미운 우리 새끼》의 수상 및 후보 목록이다.

### 2016년
- 2016년 SBS 연예대상
  - 방송작가상 : 육소영
  - 프로듀서상 : 박수홍
  - 버라이어티 부문 우수상 : 서장훈
  - 쇼·토크쇼 부문 최우수상 : 김건모
  - 대상 : 신동엽
  - 올해의 예능 프로그램상

### 2017년
- 2017년 SBS 연예대상
  - 신스틸러상 : 윤정수
  - 쇼·토크쇼 부문 신인상 : 이상민
  - 쇼·토크쇼 부문 우수상 : 토니 안
  - 쇼·토크쇼 부문 최우수상 : 서장훈
  - 대상 : 이선미 여사, 지인숙 여사, 이옥진 여사, 임여순 여사[1]
  - 올해의 예능 프로그램상
  - 제53회 백상예술대상 TV부문 작품상
  - 제44회 한국방송대상 연예오락부문 작품상
  - 광고주가 뽑은 좋은 프로그램상 연예오락부문 작품상
  - 한국PD 대상 예능부문 작품상

### 2018년
- 2018년 SBS 연예대상
  - 베스트 엔터테이너상 : 임원희
  - 올해의 핫스타상 : 배정남
  - 올해의 예능 프로그램상
  - 베스트 커플상 : 김종국, 홍진영
  - 신스틸러상 : 승리
  - 쇼·토크쇼 부문 우수상 : 이상민
  - 프로듀서상 : 김종국

### 2019년
- 2019년 SBS 연예대상
  - 베스트 커플상 : 탁재훈, 이상민
  - 리얼리티쇼 부문 우수상 : 김희철
  - 리얼리티쇼 부문 최우수상 : 김종국, 홍진영

### 2020년
- 2020년 SBS 연예대상
  - 신인상 : 오민석
  - 신스틸러상 : 탁재훈
  - 명예사원상 : 서장훈
  - 방송작가상 : 육소영
  - 베스트 커플상 : 임원희, 정석용
  - 대상 : 김종국
  - 최우수 프로그램상
  - 리얼리티쇼 부문 최우수상 : 이상민, 김희철

### 2021년
- 2021년 SBS 연예대상
  - 리얼리티 부문 남자 신인상 : 박군
  - 올해의 예능인상 : 신동엽, 탁재훈, 이상민, 서장훈, 김종국
  - 토크·버라이어티 부문 남자 우수상 : 임원희, 김준호
  - 리얼리티 부문 남자 최우수상 : 탁재훈
  - 대상 : 미운 우리 새끼 팀

### 2022년
- 2022년 SBS 연예대상
  - 2022 SBS의 아들 상 : 김준호
  - 신 스틸러상 : 임원희
  - 명예사원상 : 이상민
  - 토크·리얼리티 부문 우수상 : 허경환
  - 토크·리얼리티 올해의 프로그램상
  - 토크·리얼리티 부문 최우수상 : 김준호
  - 프로듀서상 : 탁재훈

### 2023년
- 2023년 SBS 연예대상
  - 방송작가상 : 김세연
  - SBS의 아들 상 : 이상민
  - 핫이슈상 : 이동건
  - 명예사원상 : 임원희
  - 라이징 스타상 : 김건우
  - 남자 최우수상 : 김종민
  - 대상 : 탁재훈

### 2024년
- 2024년 SBS 연예대상
  - 베스트 엔터테이너상 : 임원희
  - 숏츠 최다뷰상 : 김종국
  - 굿파트너상 : 이동건, 김희철, 김종국, 허경환
  - 우수상 : 최진혁
  - 남자 최우수상 : 김승수
  - 최고 시청률 프로그램상 : (미운 우리 새끼)
  - 프로듀서상 : 이상민